# Церковь Санта-Мария-делла-Пьеве (Ареццо)

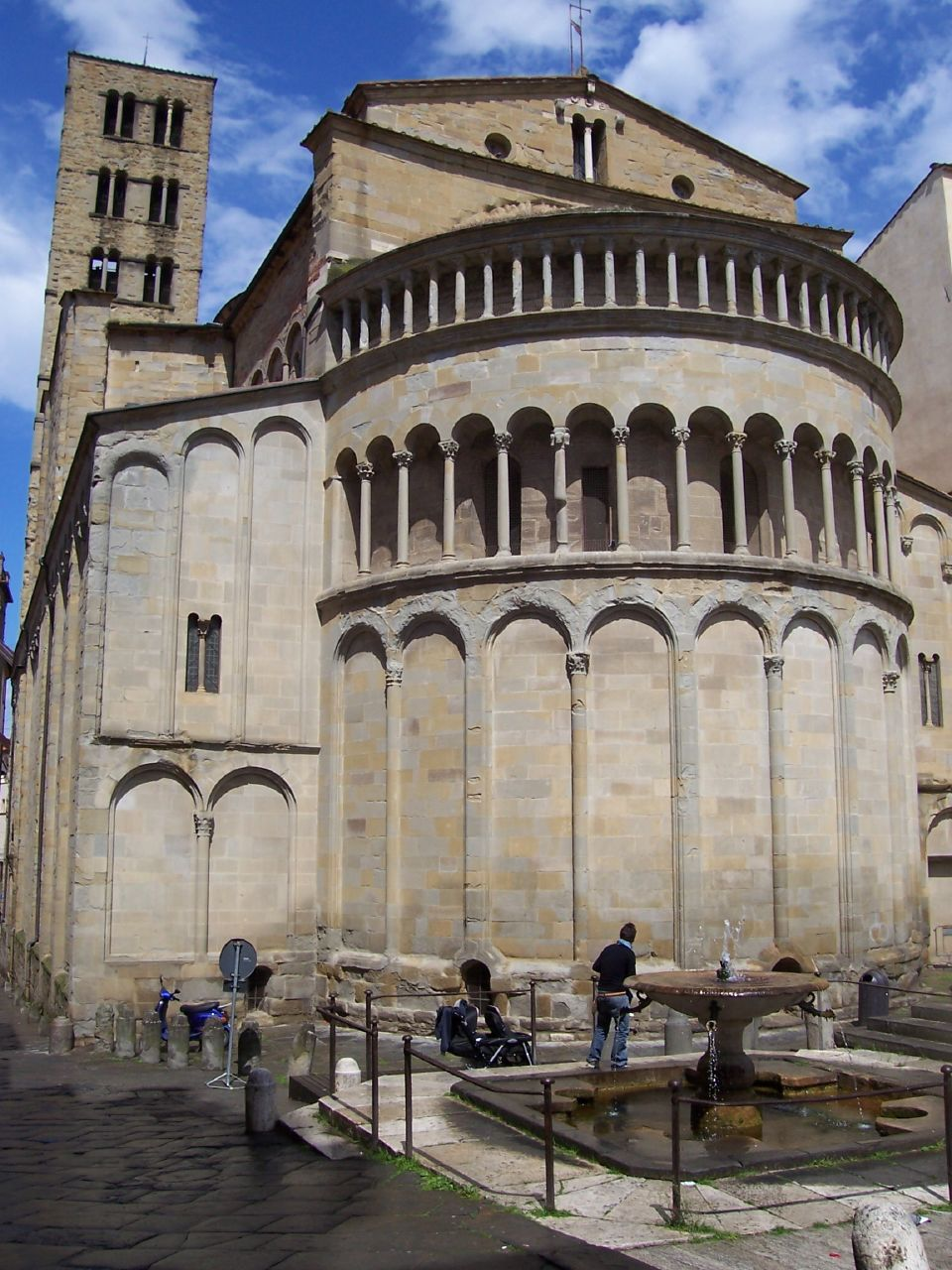
Апсида

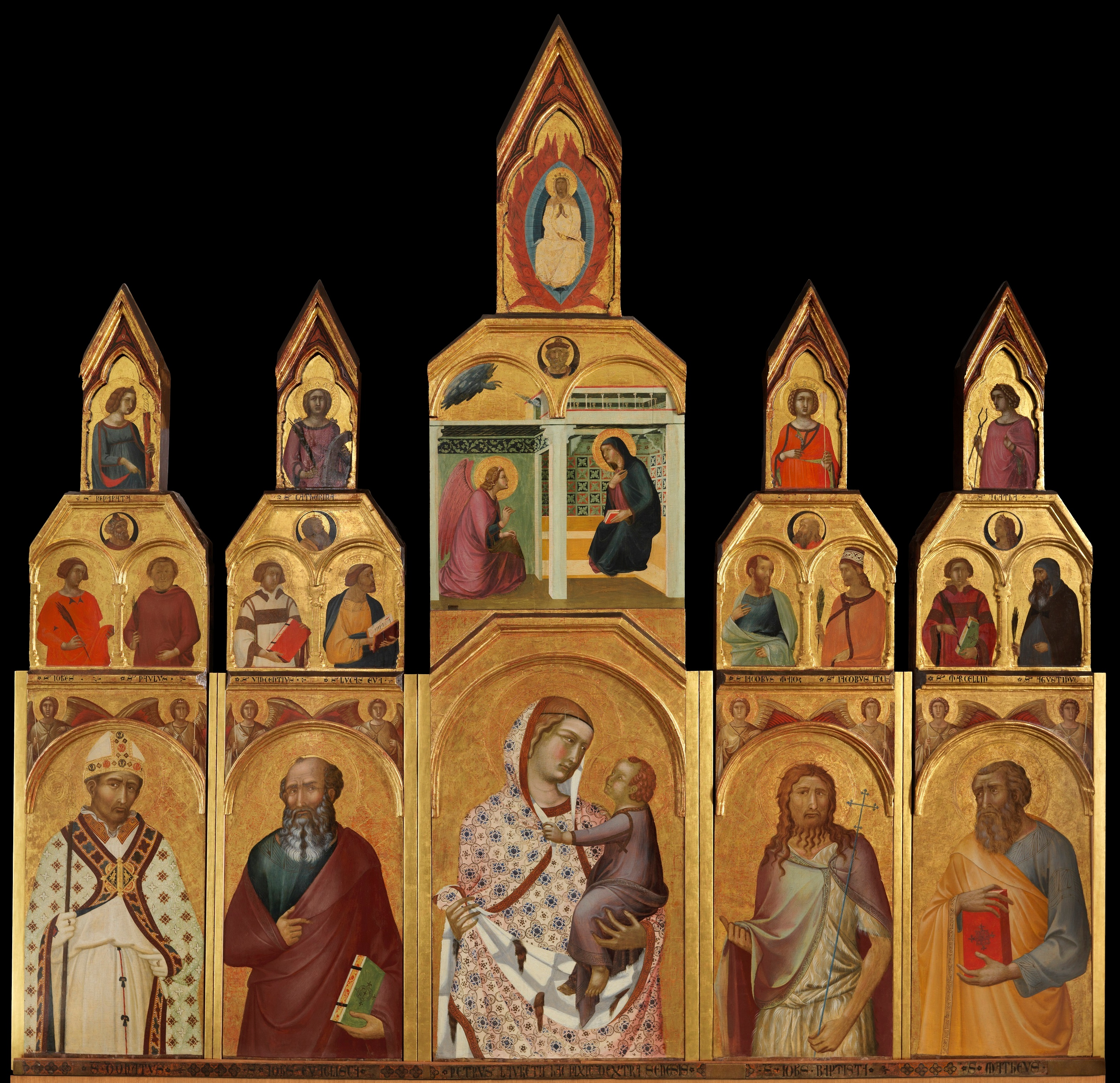
Полиптих Тарлати. Пьетро Лоренцетти

Церковь Санта-Мария-делла-Пьеве или Церковь Успения Пресвятой Девы Марии (итал. Pieve di Santa Maria Assunta, Santa Maria della Pieve di Arezzo) — католическая церковь, находящаяся в городе Ареццо в Тоскане, Италия.

## История
Церковь впервые упоминается в документе начала 1008 года. Во время образования средневековой коммуны в Ареццо она стала оплотом в борьбе горожан против своего епископа. По решению той же коммуны с 1140 года Санта-Мария-делла-Пьеве начали отстраивать заново. Позднее, когда в XIII веке рядом возвели кафедральный собор и палаццо, у церкви изменили фасад и апсиду (добавили арки и лоджии), интерьер же переделали в готическом стиле. Строительство колокольни в романском стиле закончилось в 1330 году.
Большие работы по переустройству церкви в 1560 году провел Джорджо Вазари. Главный алтарь был заменён и ныне он находится в монастыре Святых Флоры и Люциллы. В последний раз Санта-Мария-делла-Пьеве реставрировалась в конце XIX века.

## Описание
Самой поразительной особенностью Санта-Мария-делла-Пьеве является её четырёхъярусный фасад, построенный в XII веке. Пять двойных слепых арок нижнего этажа покоятся на встроенных полуколоннах с коринфскими капителями.
Над нижним этажом возвышаются три лоджии. Они представляют собой галереи с колоннами, каждая из которых отлична от другой (есть даже колонна-статуя). Число колонн удваивается кверху, что делает галереи более тесными. Колонны верхнего ряда не соединены арками и несут на себе плоский антаблемент.
Центральные врата находятся по сводом, поддерживаемым контрфорсами в форме колонн. В люнете над вратами высечен невысокий рельеф «Молящаяся Мадонна (Оранта) меж двух Ангелов», под которым находится фриз с малыми ангелами и указанием имени автора (итал. Marchio) и даты 1216. Внутри свод украшен четырьмя рельефами с изображением «Месяцев» школы Бенедетто Антелами. По обе стороны от центральной арки также есть небольшие рельефы.
Боковые врата меньших размеров украшены люнетами с изображениями — на правом изображено «Крещение Христа», на левом - виноградная лоза, являющаяся символом Христа. Архитравы над обоими вратами покрыты растительным орнаментом.
Апсида XIII века имеет два ряда лоджий, напоминающих структуру фасада и здесь повторяется использование различных стилей капителей.
Высокая внутренняя часть представляет собой неф и два прохода, разделенные арками оживальной формы, которые опираются на колонны с коринфскими капителями. На стенах над ними расположен непрерывный ряд стрельчатых окон. На пересечении нефа и трансепта четыре высокие стрельчатые арки, соединённые чудными пилястрами, образуют пролёт для так и не построенного купола. Контр-фасад имеет по три окна в трёх рядах.
В XIV веке внутреннее пространство было украшено капеллами, часовнями и фресками. В самом начале правого прохода находится баптистерий с купелью для крещения, украшенной шестигранными плитками с изображением сцен из «Жития Святого Иоанна Крестителя» Джованни д’Агостино (1332—1333).
Главный алтарь украшает полиптих, выполненный в 1320 году Пьетро Лоренцетти по заказу Гвидо Тарлати - епископа Ареццо. На нём изображена «Мадонна с младенцем и Святыми Иоанном Евангелистом, Донатом, Матфеем и Иоанном Крестителем» и другими святыми. В самой церкви можно увидеть частично сохранившиеся фрески «Святой Доминик» и «Святой Франциск», приписываемые Андреа ди Неро (середина XIV века), а также рельефные панно «Рождество Христово» и «Богоявление» Бенедетто Антелами.
В крипте находится серебряный, покрытый золотом, украшенный эмалями и драгоценными камнями бюст с мощами Святого Доната, выполненный в 1346 году.
Колокольня Санта-Мария-делла-Пьеве имеет основательный внешний вид и пять этажей с сорока стрельчатыми окнами, за что горожане прозвали её «сто дыр» (итал. delle cento buche). Тяжёлые контрфорсы поддерживают колокольню со стороны фасада.